# Manfred Bachmann
Manfred Bachmann (* 17. Mai 1928 in Oberwartha; † 17. Juni 2001 in Dresden) war ein deutscher Volkskundler, Museumsdirektor und Spielzeugforscher, der zahlreiche Bücher zu diesem Thema publizierte.

## Leben und Wirken
Bachmann war der Sohn eines Maurers und einer Plättnerin. Nach dem Zweiten Weltkrieg wurde er 1946 als Neulehrer für Geschichte in Cossebaude angestellt. Von 1947 bis 1950 studierte er an der Technischen Hochschule Dresden die Fächer Germanistik und Psychologie und schloss von 1950 bis 1952 ein Studium der Germanistik an der Karl-Marx-Universität Leipzig an. Parallel dazu war er als Inspekteur für Volkskunde im Landesamt für Volkskunde und Denkmalpflege in Dresden tätig. Ab 1952 war Bachmann wissenschaftlicher Mitarbeiter im Zentralhaus für Volkskunst Leipzig und von 1956 bis 1957 wissenschaftlicher Aspirant an der TH Dresden. Er promovierte 1957 zur Thematik Wilhelm Heinrich Riehl: Die gesellschaftskundlichen volkspädagogischen Gedanken seines Werkes und ihre Bedeutung für die Gegenwart. Kurzzeitig leitete Bachmann 1956/57 das Haus für erzgebirgische Volkskunst in Schneeberg. Von 1957 bis 1967 war er Direktor des Staatlichen Museums für Volkskunst in Dresden. 1968 übernahm er die Generaldirektion der Staatlichen Kunstsammlungen Dresden. 1984 wurde er zum Obermuseumsrat ernannt.
Wissenschaftlich betätigt sich Bachmann als Gastdozent für Ethnographie an der Humboldt-Universität zu Berlin. 1973 wurde er zum Honorarprofessor für marxistisch-leninistische Kulturtheorie an der Hochschule für Bildende Künste Dresden ernannt. Die Technische Universität Dresden verlieh ihm am 29. Mai 1986 „in Anerkennung der außerordentlichen wissenschaftlichen Leistungen auf dem Gebiet der Kulturgeschichte sowie der herausragenden kulturpolitischen Verdienste“ die Ehrenpromotion zum Dr. phil. h.c.
Bachmann gehörte u. a. dem Nationalen Rat zur Pflege und Verbreitung des Deutschen Kulturerbes und war seit 1957 Mitglied der Bezirksleitung Dresden des Kulturbundes der DDR. Ab 1967 war er Vorstandsmitglied beim Rat für Museumswesen beim Kultusministerium der DDR, ab 1971 Mitglied der Nationalkomitees für Kunstgeschichte der DDR, seit 1973 Vizepräsident des Nationalen Museumsrates der DDR für den International Council of Museums und seit 1976 Mitglied des Zentralen Fachausschusses Volkskunde beim Präsidialrat des Kulturbundes. Ab 1977 war Bachmann Vorsitzender des wissenschaftlichen Beirats am Folklorezentrum Schneeberg, ab 1978 Mitglied des Albert-Schweitzer-Komitees der DDR und ab 1979 Mitglied des Bezirksvorstands Dresden der Gesellschaft für Heimatgeschichte. Im Jahre 1983 übernahm er zusätzlich den Vorsitz im Rat der Museumsdirektoren der Stadt Dresden. Ab 1988 war er Mitglied des Nationalkomitees der DDR für die Weltdekade der kulturellen Entwicklung der UNO/UNESCO. Im gleichen Jahr wurde er korrespondierendes Mitglied des Österreichischen Vereins für Volkskunde.
Wegen längerer Krankheit gab Bachmann im April 1989 seinen bevorstehenden Rücktritt als Generaldirektor der Staatlichen Kunstsammlungen Dresden bekannt. Er übergab auf Empfehlung seines Arztes die Amtsgeschäfte am 9. November 1989 an Johannes Winkler. Im Ruhestand ging er weiterhin einer Publikationstätigkeit nach. Bachmann verstarb 2001 im Alter von 73 Jahren in Dresden und wurde auf dem Bergfriedhof Cossebaude beigesetzt.

## Ehrungen
- 1971: Dürer-Ehrung
- 1972: Cranach-Ehrung
- 1976: Ehrennadel der Nationalen Front in Silber und Gold; Martin-Andersen-Nexö-Kunstpreis der Stadt Dresden
- 1978: Semper-Ehrung; Vaterländischer Verdienstorden; Banner der Arbeit, 1. Klasse; Verdienstmedaille der DDR; Verdienstmedaille der Natur- und Heimatfreunde; Verdienter Aktivist; Johannes-R.-Becher-Medaille in Gold; Arthur-Becker-Medaille in Gold; Orden für die Verdienste um die polnische Kultur
- 1980: Kurt-Barthel-Kulturpreis des Bezirks Karl-Marx-Stadt
- 1983: Preis für künstlerisches Volksschaffen, 1. Klasse
- 1985: Schütz-Ehrung
- 1986: Ehrennadel in Gold des Kulturbundes der DDR; Ehrenpromotion zum Dr. phil h. c.
- 1988: Stern der Völkerfreundschaft in Silber

## Schriften
- mit Reinhold Langner: Berchtesgadener Volkskunst: Tradition und gegenwärtiges Schaffen im Bild. In Zusammenarbeit mit Georg Zimmermann. Hrsg. vom Staatlichen Museum für Volkskunst, Dresden. VEB Hofmeister, Leipzig 1957.
- mit Claus Hansmann (Zeichnungen und Fotos): Das grosse Puppenbuch. Kulturgeschichte, Wasmuth, Tübingen 1971, Französische Ausgabe: Le grand Livre de la poupée. Edition Leipzig 1972, Englische Ausgabe: Dolls the wide world over. Harrap, London 1973, 1991; ISBN 3-361-00381-4.
- Holzspielzeug aus dem Erzgebirge. VEB Verlag der Kunst, Dresden, 1984
- mit Monika Tinhofer: Osterhase, Nikolaus & Zeppelin. Schokoladenformen im Spiegel alter Musterbücher. Husumer VA, Husum 1998, ISBN 3-88042-765-8.
- Vorwort, in: Kleine Chronik großer Meister – Erzgebirger, auf die wir stolz sind, Druckerei und Verlag Mike Rockstroh, Aue 2000, S. 4.